# Menneskelig post
Menneskelig post er transport af en person via postvæsenet, som regel som en blind passager. Selvom det er sjældent, har der været nogle rapporterede tilfælde af mennesker, der forsøger at rejse via post.
Mere almindeligt, i det mindste i populærfiktion, er forsendelsen af dele af en person, ofte et kidnapningsoffer.

## Virkelige hændelser
- Henry Box Brown (alder 42), en afrikansk-amerikansk slave fra Virginia, undslap i en forsendelseskasse sendt nordpå til den frie stat Pennsylvania i 1849. Han blev derefter kendt som Henry "Box" Brown.[1]
- W. Reginald Bray sendte sig selv med posten i England, som almindelig post i 1900 og derefter som anbefalet post i 1903.[2]
- Suffragetterne Elspeth Douglas McClelland og Daisy Solomon sendte sig selv til den daværende premierminister i Storbritannien, H.H. Asquith på 10 Downing Street den 23. februar 1909.[3]
- Reg Spiers 1964, sendte sig selv fra Heathrow Lufthavn i London til Perth Airport i Western Australia. Hans 63-timers rejse foregik i en kasse fremstillet af den britiske spydkaster John McSorley.[4][5]
- Charles McKinley (alder 25) sendte sig selv fra New York til Dallas, Texas i en kasse i 2003. Han forsøgte at besøge sine forældre og ønskede at spare flybilletprisen. Men han blev opdaget under den sidste del af sin rejse.[6]

## Børn med posten
Postforsendelse af mennesker, der vejer mindre end 22 kg (50 pounds), dvs. børn, som postpakke i USA var lovlig i årene 1913 og 1914.